# نام کوچک
نام کوچک، پیش‌نام یا به‌اختصار نام بخشی از ساختار نام شخصی برای هویت‌بخشی هر شخص است. اگرچه نام کوچک نامی برای فراخواندن شخص است ولی برای هویت شخص از نام کامل استفاده می‌کنند که در فرهنگ‌های مختلف ساختاری متفاوت دارد و در ایران متشکل از نام و نام خانوادگی است. نام پس از زاده شدن در شناسنامه ثبت می‌شود.
نام کوچک درحقیقت اسم خاص افراد است که در ایران پیش از نام خانوادگی گفته می‌شود. نام‌های کوچک معمولاً نام‌واژه‌هائیند که برای افراد بسیار زیادی مشترک خواهند بود و برای هر فرد به اعتبار قرارداد عرفی و قانونی جداگانه و بدون شرط در نظر گرفتن تناسب خاصی گفته می‌شود.

## نام‌های پرکاربرد ایرانی
از پرکاربردترین نام‌های دختران می‌توان از فاطمه و زهرا و از نام‌های پسران از امیرعلی، محمد و علی نام برد.